# Small World
Small World Money Transfer, también conocido como Small World Financial Services fue una empresa británica con sede en Londres especializada en la gestión de dinero electrónico a través de su página web y aplicación móvil. Entre sus servicios ofreció transferencias entre países para particulares y empresas.
La empresa fue fundada en enero de 2005, adquirida en 2011 por Nick Day y cuenta con oficinas entre otros en Londres, Madrid, Lisboa, Ginebra o Sao Paulo.
Small World FS canceló sus servicios en junio de 2024. "Small World dejó de aceptar nuevos clientes o agentes, aceptar fondos o realizar pagos para clientes existentes a través de todos los canales, incluidos cualquiera de sus agentes, sucursales, sitios web o aplicaciones móviles". (sitio web actual)
La compañía envió a más de 190 países en el mundo.

Sus actuales principales competidores para envíos internacionales son Worlremit, Western Union o Moneygram.